# Kendall (Lafayette County, Wisconsin)
Die Town of Kendall ist eine von 18 Towns im Lafayette County im US-amerikanischen Bundesstaat Wisconsin. Im Jahr 2010 hatte die Town of Kendall 454 Einwohner.
Town hat in Wisconsin eine grundlegend andere Bedeutung als im übrigen englischsprachigen Bereich. Vielmehr entspricht sie den in den anderen US-Bundesstaaten üblichen Townships, die nach dem County die nächstkleinere Verwaltungseinheit bilden.

## Geografie
Die Town of Kendall liegt im Südwesten Wisconsins, rund 45 km östlich des Mississippi, der die Grenze zu Iowa bildet. Die Grenze zu Illinois befindet sich rund 30 km südlich. Der Nordosten der Town of Kendall wird vom Pecatonica River durchflossen, einem Nebenfluss des in den Mississippi mündenden Rock River.
Die Koordinaten der geografischen Mitte der Town of Kendall sind 42°45′37″ nördlicher Breite und 90°14′00″ westlicher Länge. Die Town erstreckt sich über eine Fläche von 110,3 km².
Die Town of Kendall liegt im Nordwesten des Lafayette County und grenzt an folgende Nachbartowns:
| Town of Mifflin (Iowa County) | Town of Linden (Iowa County)                | Town of Mineral Point (Iowa County) |
| Town of Belmont               | Kompassrose, die auf Nachbargemeinden zeigt | Town of Willow Springs              |
| Town of Elk Grove             | Town of Seymour                             | Town of Darlington                  |

## Verkehr
Durch den Nordwesten der Town of Kendall verläuft der vierspurig ausgebaute U.S. Highway 151. Daneben verlaufen noch die County Highways F, G, O und Z durch die Town. Alle weiteren Straßen sind untergeordnete Landstraßen oder teils unbefestigte Fahrwege.
Mit dem Platteville Municipal Airport befindet sich rund 25 km westlich ein kleiner Flugplatz. Die nächsten größeren Flughäfen sind der Dubuque Regional Airport in Iowa (rund 70 km südwestlich) und der Dane County Regional Airport in Wisconsins Hauptstadt Madison (rund 110 km ostnordöstlich).

## Bevölkerung
Nach der Volkszählung im Jahr 2010 lebten in der Town of Kendall 454 Menschen in 134 Haushalten. Die Bevölkerungsdichte betrug 4,1 Einwohner pro Quadratkilometer. In den 134 Haushalten lebten statistisch je 3,39 Personen.
Ethnisch betrachtet setzte sich die Bevölkerung zusammen aus 97,1 Prozent Weißen sowie 1,8 Prozent aus anderen ethnischen Gruppen; 1,1 Prozent stammten von zwei oder mehr Ethnien ab. Unabhängig von der ethnischen Zugehörigkeit waren 2,4 Prozent der Bevölkerung spanischer oder lateinamerikanischer Abstammung.
39,0 Prozent der Bevölkerung waren unter 18 Jahre alt, 51,7 Prozent waren zwischen 18 und 64 und 9,3 Prozent waren 65 Jahre oder älter. 46,9 Prozent der Bevölkerung war weiblich.
Das mittlere jährliche Einkommen eines Haushalts lag bei 52.250 USD. Das Pro-Kopf-Einkommen betrug 19.625 USD. 10,5 Prozent der Einwohner lebten unterhalb der Armutsgrenze.

## Ortschaften in der Town of Kendall
Auf dem Gebiet der Town of Kendall liegen neben Streubesiedlung folgende gemeindefreie Siedlungen:
- Slateford
- Truman